# 奥村喜音子
奥村喜音子（おくむら きねこ）は、東京生まれのヴァイオリン奏者。

## 経歴
東京でデビューした後、フルブライト奨学金を受け、マンハッタン音楽学校に留学。留学中にニューヨークでデビューした。その後、ジュリアード音楽院を卒業。1966年、パガニーニ国際コンクールで第5位。グラマーシー弦楽四重奏団、ニューヨーク室内管弦楽団に在籍。1983年、サクラメント交響楽団と共演し、サクラメント室内管弦楽団の第2ヴァイオリンとして在籍する。また、ニューヨーク・フィルハーニック、ニュージャージー交響楽団に在籍した後、プロ・アート交響楽団とクラシカル・フィルハーモニックのアソシエート・コンサートマスター、サクラメント室内楽協会のメンバーとなった。